# Jozef Achtel
Jozef Achtel (* 1805; † 23. Oktober 1857 in Warschau) war ein polnischer Musiklehrer, Kirchenmusiker und Komponist. Er lebte im 19. Jahrhundert und war vor allem in Warschau tätig.

## Leben
Achtel arbeitete in Warschau, wo seine Musik im Teatr Rozmaitości (Varieté-Theater) gespielt wurde. Er hinterließ eine Reihe von Kompositionen, hauptsächlich für Klavier. Die meisten überlieferten Kompositionen sind aus den 1840er und 1850er Jahren. Achtel heiratete 1847 in der Heilig-Kreuz-Kirche in Warschau. Er starb 1857 im Alter von 52 Jahren und wurde am 27. Oktober 1857 auf dem Friedhof der Heilig-Kreuz-Gemeinde beigesetzt.

## Werke (Auswahl)

### Werke mit Opuszahl
- Belle Rose [Schöne Rose], Polka, Klavier, op. 28, Verlag J. Bernstein, Warschau 1849[Digitalisat 1]
- Matinee au Jardin [Morgen im Garten], Walzer für Orchester, arrangiert für Pianoforte, op. 34, verlegt bei Ignacy Klukowski, Warschau 1850[Digitalisat 2]
- Polka Gabarre, Klavier, op. 38, gewidmet der Gräfin Rose Zamoyska, geborene Gräfin Potocka, Verlag J. Bernstein, Warschau, um 1860[Digitalisat 3]
- Polka Tremblante, Klavier, op. 42, Verlag J. Bernstein, Warschau um 1860[Digitalisat 4]
- Mazur, Klavier, op. 48, Verlag J. Bernstein, Warschau 1852[Digitalisat 5]
- Stol Tancujacy [Tanzender Tisch], Polka Tremblante für Klavier, op. 52, gewidmet der edlen Fräulein Petronella Rutkowska, Verlag Gustaw Sennewald, Warschau 1853[Digitalisat 6]
- Widzimisie Polka, Klavier, op. 55, gewidmet der edlen Franciszka Smolska, Verlag Lithografie J. Müller, Warschau um 1854

### Werke ohne Opuszahl
- Z Warszawy, Mazur, Bearbeitungen für Orchester und für Klavier, aufgeführt im Rozmaitości [Varieté] Theater und in beiden Ressurs, gewidmet der edlen Agnieszka Krzewinska, Verlag Gustaw Sennewald, Warschau 1840[Digitalisat 7]
- Mazur. Das Werk wurde bei einem Ball, der von der Warszawska Resursa Kupiecka veranstaltete worden war, 1841 OCLC 1010828339
- Pora wiosenna [Frühling] Mazur für Klavierm 1842, in Warschau bei Klukowski publiziert[Digitalisat 8]
- Chęć do tańca [Tanzwunsch], Mazur für Klavier, Józef Stefani gewidmet, 1843 in Warschau publiziert[Digitalisat 9]
- Chęć do muzyki, Walzer und Mazur für Klavier, aus dem Vaudeville Antoni und Antosia, Verlag Ignacy Klukowski, Warschau 1845[Digitalisat 10]
- Kamilla-Polka für Klavier, Polka für Klavier-Forte, Verlag Ignacy Klukowski, Warschau 1847[Digitalisat 11]
- Z szczerego serca [Aus aufrichtigem Herzen], Mazur, Ignacy Kuzminski, 1848 bei Brykner in Warschau publiziert[Digitalisat 12]
- Przejażdżka sankami [Eine Pferdeschlittenfahrt], Polka, aufgeführt im Rozmaitości [Varieté] Theater, gewidmet Frau Tekla Wronikowska, Warschau 1849[Digitalisat 13]
- 2 Polka-Mazurkas, Verlag Gustaw Sennewald, Warschau 1851

## Digitalisate
1. ↑  Belle rose, Polka op. 28 als Digitalisat bei polona.pl, dem Digitalisierungsprojekt der Polnischen Nationalbibliothek
2. ↑  Matinée au jardin op. 46  als Digitalisat bei polona.pl, dem Digitalisierungsprojekt der Polnischen Nationalbibliothek
3. ↑  Polka gabarre op. 38 als Digitalisat bei polona.pl, dem Digitalisierungsprojekt der Polnischen Nationalbibliothek
4. ↑  Polka tremblante als Digitalisat bei polona.pl, dem Digitalisierungsprojekt der Polnischen Nationalbibliothek
5. ↑  Mazur als Digitalisat bei mbc.cyfrowemazowsze.pl
6. ↑  Stół tańcujący als Digitalisat bei mbc.cyfrowemazowsze.pl
7. ↑  Z Warszawy als Digitalisat bei mbc.cyfrowemazowsze.pl
8. ↑  Pora wiosenna als Digitalisat in der mbc dLibra Digital Library
9. ↑  Chęć do tańca als Digitalisat bei polona.pl, dem Digitalisierungsprojekt der Polnischen Nationalbibliothek
10. ↑  Chęć do muzyki als Digitalisat bei mbc dLibra Digital Library
11. ↑  Kamilla Polka als Digitalisat bei polona.pl, dem Digitalisierungsprojekt der Polnischen Nationalbibliothek
12. ↑  Z szczerego sercaals Digitalisat bei polona.pl, dem Digitalisierungsprojekt der Polnischen Nationalbibliothek
13. ↑  Przejażdżka sankami als Digitalisat in der mcb dLibra Digital Library